# Lokomotiv
P.H.U. „Lokomotiv” Bronisław Plata – polskie przedsiębiorstwo z siedzibą w Podegrodziu, działające w branży kolejowej. Zostało założone w 1990 i początkowo zajmowało się zaopatrzeniem w części do taboru kolejowego, od 2005 dodatkowo wynajmuje pojazdy, zaś od 2010 działa również jako przewoźnik kolejowy.

## Historia
Przedsiębiorstwo powstało w 1990 jako zakład zaopatrujący w części i podzespoły do lokomotyw spalinowych.
5 lipca 2005 Lokomotiv otrzymał licencję na udostępnianie pojazdów trakcyjnych. Z usługi tej skorzystały m.in. Pol-Miedź Trans, PPMT, Orlen, Lotos, CTL, ZIK Sandomierz i STK.
W 2009 Bronisław Plata kupił od Huty Stalowa Wola halę przystosowaną do remontu taboru kolejowego. Przedsiębiorstwo naprawiało pojazdy m.in. ISD Huta Częstochowa, CTL Kargo, Wagon Ostrów Wielkopolski i STK.
W 2010 przedsiębiorstwo przeniosło swoją siedzibę z Limanowej do Podegrodzia. 28 grudnia 2010 Lokomotiv uzyskał certyfikat bezpieczeństwa uprawniający do realizacji towarowych przewozów kolejowych na terenie Unii Europejskiej i Europejskiego Obszaru Gospodarczego. W 2011 natomiast Plata przejął działalność po Zakładzie Transportu Huty Stalowa Wola i dzierżawiąc od huty bocznicę kolejową wykonuje usługi transportowe.
27 maja 2012 należący do Lokomotivu elektrowóz serii EU07, prowadzący pociąg towarowy, zderzył się ze stojącym na stacji w Ostrowie Wielkopolskim pociągiem osobowym Przewozów Regionalnych, w wyniku czego 4 osoby zostały ranne.
1 września 2017 przedsiębiorstwo sprzedało spółce Industrial Division 31 swoich lokomotyw, które mają trafić do nowego właściciela w kilku transzach do końca tego roku. Po sfinalizowaniu tej transakcji Lokomotiv chce zaprzestać wynajmu i dzierżawy taboru oraz skoncentrować się na pozostałych świadczonych usługach.

## Działalność
Lokomotiv zajmuje się:
- sprzedażą i regeneracją części i podzespołów do spalinowozów[11][7],
- sprzedażą i dzierżawą oraz przeglądami i naprawami lokomotyw[11],
- obsługą pojazdów trakcyjnych i bocznic kolejowych[7].

## Tabor

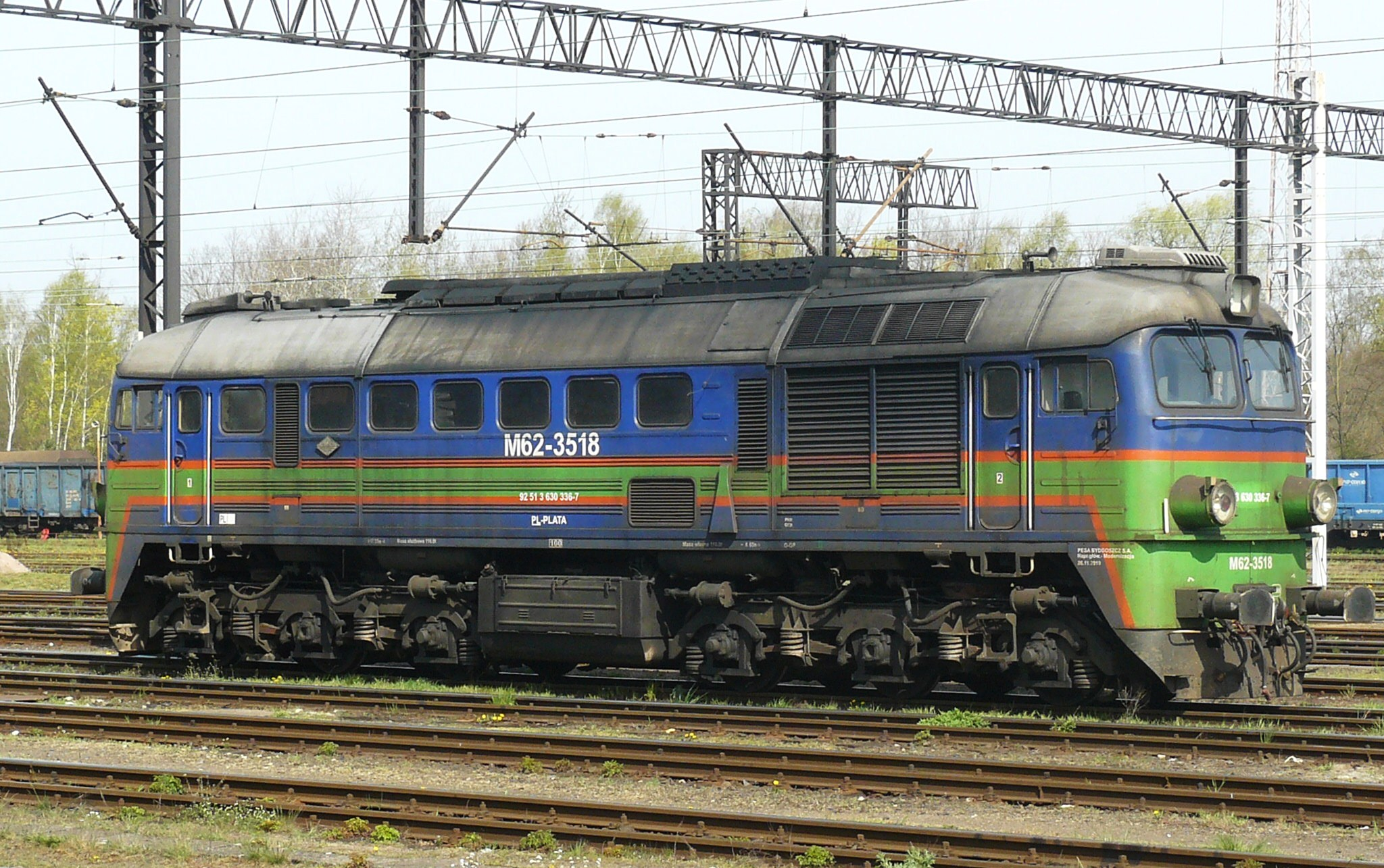
Spalinowóz typu M62

Pojazdy Lokomotivu są oznaczane identyfikatorem literowym PLATA.
Na tabor przewoźnika składają się pociągowe lokomotywy elektryczne oraz pociągowe i manewrowe lokomotywy spalinowe.

## Wyniki przewozowe
W 2011 Lokomotiv przewiózł 742,3 t towarów, co stanowiło 0,30% całkowitej masy towarów przewiezionych w Polsce i dało przedsiębiorstwu 16. miejsce w kraju. W tym samym roku przewoźnik wykonał pracę przewozową 158,4 mln tonokilometrów, co stanowiło 0,45% całkowitej pracy przewozowej towarów w Polsce i dało mu 12. miejsce w kraju.
W 2012 udział w masie towarów wynoszący 0,40% dał przedsiębiorstwu 14. miejsce, a wskaźnik dotyczący pracy przewozowej wyniósł 0,33% i przewoźnik zajął tym samym 13. miejsce w kraju.
W 2013 przedsiębiorstwo przewiozło 0,30% towarów masowo i zajęło 15. miejsce.